# ان‌جی‌سی ۴۶۸
ان‌جی‌سی ۴۶۸ (انگلیسی: NGC 468) یک کهکشان مارپیچی در صورت فلکی ماهی است که در فاصله تقریبی ۲۰۹ میلیون سال نوری از زمین قرار دارد و توسط ویلیام هرشل در سال ۱۸۲۷ کشف شد.